# Altenmittlau
Altenmittlau  (im lokalen Dialekt: Ahlemeddele) ist ein Ortsteil der Gemeinde Freigericht im Main-Kinzig-Kreis in Hessen.

## Geographie

### Lage
Altenmittlau liegt am Birkigsbach im Naturpark Spessart auf einer Höhe von 160 m über NHN, 8,5 km südwestlich von Gelnhausen direkt an der Landesgrenze zu Bayern.

### Nachbargemarkungen
Folgende Gemarkungen grenzen an das Ortsgebiet von Altenmittlau:
| Niedermittlau |                                             | Bernbach |
| Somborn       | Kompassrose, die auf Nachbargemeinden zeigt | Horbach  |
|               | Neuses                                      |          |

## Geschichte

### Mittelalter
Die älteste erhaltene Erwähnung von Altenmittlau stammt aus dem Jahr 1191. Erwähnt wird dabei, dass das Stift St. Johannis in Mainz im Besitz eines Hofes und eines Meierhofes im Ort war. Das Dorf gehörte zum Gericht Somborn, das wiederum Teil des Freigerichts Alzenau war. Dieses war zwar reichsunmittelbar, aber das Reich verpfändete oder vergab das Gebiet immer wieder. So wechselten die Landesherren, zu denen die Herren und späteren Grafen von Hanau, die Herren von Randenburg, die Herren von Eppstein und Kurmainz zählten.
Das Dorf hatte eine Kapelle, die dem Evangelisten Markus geweiht und nach Somborn eingepfarrt war.

### Historische Namensformen
- Mittilaha (1191)
- Alden Mittela (1366)
- Mytloche (1369)
- Mittelauwe (1394)

### Frühe Neuzeit

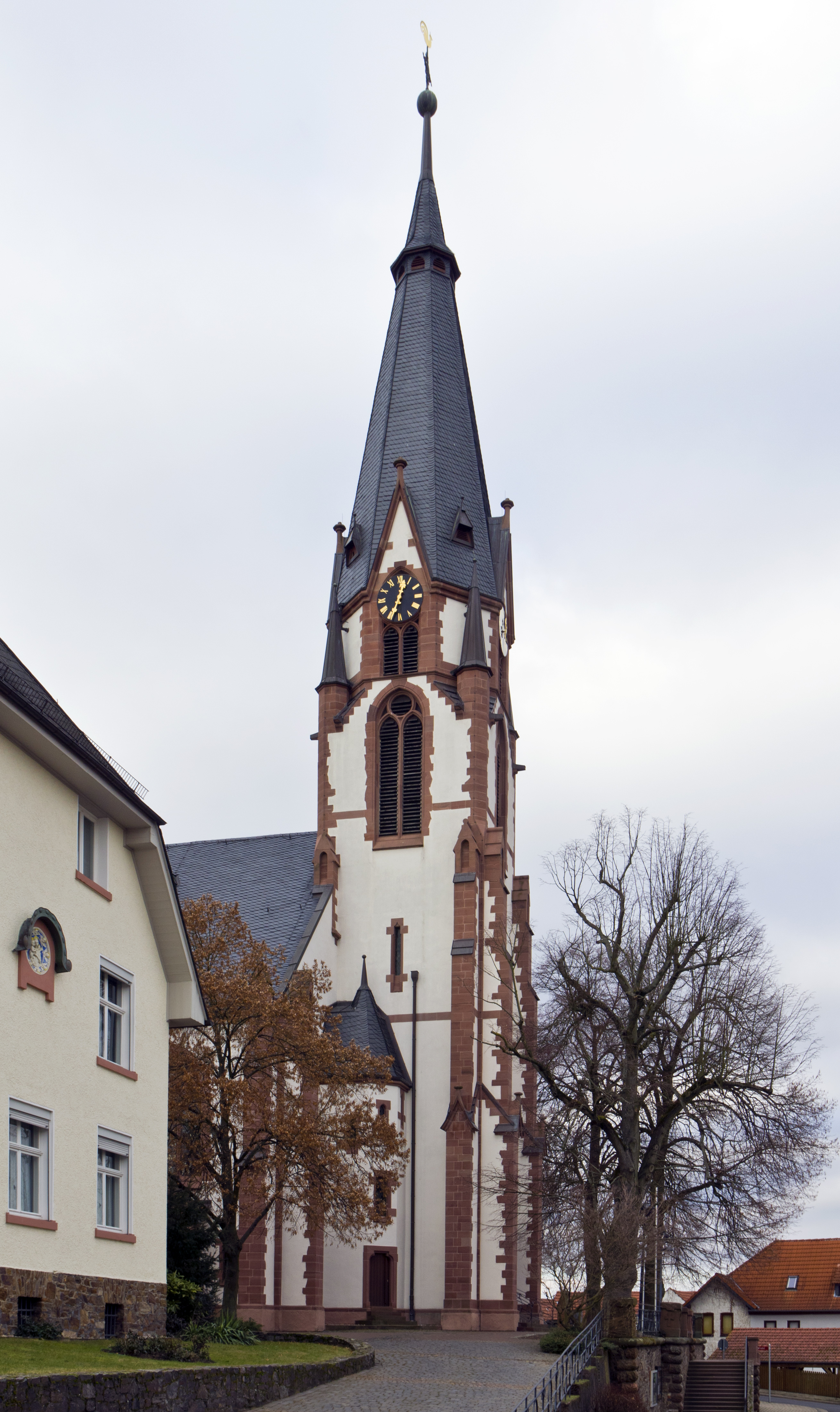
Kath. Kirche St. Markus in Altenmittlau

1500 erhielten der Fürstbischof von Kurmainz und die Grafen von Hanau-Münzenberg das Freigericht und damit auch Altenmittlau gemeinsam. Es wurde nun als Kondominat regiert. Da im Freigericht auch zur Zeit des Kondominats die kirchliche Jurisdiktion bei den Fürstbischöfen von Kurmainz verblieb, konnte sich die Reformation – im Gegensatz zur Grafschaft Hanau-Münzenberg – hier nicht durchsetzen. Altenmittlau blieb römisch-katholisch.
Von 1601 bis 1605 fand im Freigericht Alzenau eine große Hexenverfolgung statt. In deren Folge wurden auch fünf Frauen aus Altenmittlau auf dem Scheiterhaufen als Hexen lebendig verbrannt.
1740 wurde das Kondominat im „Partifikationsrezess“ aufgelöst. Altenmittlau fiel dabei an die Landgrafschaft Hessen-Kassel, die 1736 die Grafen von Hanau beerbt hatte. Altenmittlau wurde nun dem Amt Altenhaßlau zugeschlagen.

### Neuzeit
1803 wurde die Landgrafschaft Hessen-Kassel zum Kurfürstentum Hessen erhoben. Während der napoleonischen Zeit stand das Amt Altenhaßlau ab 1806 zunächst unter französischer Militärverwaltung, gehörte 1807 bis 1810 zum Fürstentum Hanau und dann von 1810 bis 1813 zum Großherzogtum Frankfurt, Departement Hanau. Anschließend fiel es wieder an das Kurfürstentum Hessen zurück. Nach der Verwaltungsreform des Kurfürstentums Hessen von 1821, durch die Kurhessen in vier Provinzen und 22 Kreise eingeteilt wurde, ging das Amt Altenhaßlau im neu gebildeten Kreis Gelnhausen auf. Mit der Annexion Kurhessens durch das Königreich Preußen nach dem verlorenen Krieg von 1866 wurde auch Altenmittlau preußisch.
An Betriebsgräben, die vom Birkigsbach abzweigten, lagen im Ortsbereich mehrere Mühlen:
- am südlichen Ortsrand die sogenannte Hüttelsmühle (Getreidemühle, 1967 stillgelegt)
- Ölmühle, 1936/38 stillgelegt
- Kempfmühle (stillgelegt 1963)
- die Heilosemühle am nördlichen Ortsrand (stillgelegt 1955)
- Bohnenmühle.

Zum 1. Januar 1970 wurde Altenmittlau im Zuge der Gebietsreform in Hessen auf freiwilliger Basis mit weiteren Gemeinden zu der neuen Gemeinde Freigericht zusammengeschlossen. Gleichzeitig ging der Kreis Gelnhausen im Main-Kinzig-Kreis auf.

### Einwohnerentwicklung

#### Einwohnerstruktur
Nach den Erhebungen des Zensus 2011 lebten am Stichtag dem 9. Mai 2011 in Altenmittlau 2343 Einwohner. Darunter waren 105 (4,5 %) Ausländer.
Nach dem Lebensalter waren 1029 Einwohner unter 18 Jahren, 507 zwischen 18 und 49, 429 zwischen 50 und 64 und nnn Einwohner waren älter.
Die Einwohner lebten in 1050 Haushalten. Davon waren 318 Singlehaushalte, 324 Paare ohne Kinder und 279 Paare mit Kindern, sowie 111 Alleinerziehende und 18 Wohngemeinschaften. In 201 Haushalten lebten ausschließlich Senioren/-innen und in 747 Haushaltungen lebten keine Senioren/-innen.

#### Einwohnerzahlen
Quelle: Historisches Ortslexikon
- 1632: 20 Dienstpflichtige
- 1753: 59 Haushaltungen
- 1812: 84 Feuerstellen, 449 Seelen

| Altenmittlau: Einwohnerzahlen von 1812 bis 2019 | Altenmittlau: Einwohnerzahlen von 1812 bis 2019 | Altenmittlau: Einwohnerzahlen von 1812 bis 2019 | Altenmittlau: Einwohnerzahlen von 1812 bis 2019 | Altenmittlau: Einwohnerzahlen von 1812 bis 2019 |
| --- | ----------------------------------------------- | ----------------------------------------------- | ----------------------------------------------- | ----------------------------------------------- |
| Jahr |                                                 |                                                 |                                                 | Einwohner                                       |
| 1812 | 1812                                            |                                                 | 449                                             | 449                                             |
| 1834 | 1834                                            |                                                 | 564                                             | 564                                             |
| 1840 | 1840                                            |                                                 | 576                                             | 576                                             |
| 1846 | 1846                                            |                                                 | 610                                             | 610                                             |
| 1852 | 1852                                            |                                                 | 583                                             | 583                                             |
| 1858 | 1858                                            |                                                 | 572                                             | 572                                             |
| 1864 | 1864                                            |                                                 | 602                                             | 602                                             |
| 1871 | 1871                                            |                                                 | 597                                             | 597                                             |
| 1875 | 1875                                            |                                                 | 606                                             | 606                                             |
| 1885 | 1885                                            |                                                 | 615                                             | 615                                             |
| 1895 | 1895                                            |                                                 | 655                                             | 655                                             |
| 1905 | 1905                                            |                                                 | 739                                             | 739                                             |
| 1910 | 1910                                            |                                                 | 827                                             | 827                                             |
| 1925 | 1925                                            |                                                 | 929                                             | 929                                             |
| 1939 | 1939                                            |                                                 | 1.102                                           | 1.102                                           |
| 1946 | 1946                                            |                                                 | 1.517                                           | 1.517                                           |
| 1950 | 1950                                            |                                                 | 1.606                                           | 1.606                                           |
| 1956 | 1956                                            |                                                 | 1.652                                           | 1.652                                           |
| 1961 | 1961                                            |                                                 | 1.751                                           | 1.751                                           |
| 1967 | 1967                                            |                                                 | 1.882                                           | 1.882                                           |
| 1970 | 1970                                            |                                                 | 1.934                                           | 1.934                                           |
| 1980 | 1980                                            |                                                 | ?                                               | ?                                               |
| 1990 | 1990                                            |                                                 | ?                                               | ?                                               |
| 2000 | 2000                                            |                                                 | ?                                               | ?                                               |
| 2011 | 2011                                            |                                                 | 2.343                                           | 2.343                                           |
| 2015 | 2015                                            |                                                 | 2.335                                           | 2.335                                           |
| 2019 | 2019                                            |                                                 | 2.320                                           | 2.320                                           |
| Datenquelle: Historisches Gemeindeverzeichnis für Hessen: Die Bevölkerung der Gemeinden 1834 bis 1967. Wiesbaden: Hessisches Statistisches Landesamt, 1968. Weitere Quellen: ; Gemeinde Freigericht; Zensus 2011 |                                                 |                                                 |                                                 |                                                 |

#### Religionszugehörigkeit
Quelle: Historisches Ortslexikon
| • 1885: | ein evangelischer (= 0,16 %), 514 katholische (= 99,84 %), 34 jüdische (= 5,51 %) Einwohner |
| • 1961: | 63 evangelische (= 3,60 %), 1666 katholische (= 95,15 %) Einwohner                          |

## Politik
Nach dem Zusammenschluss der selbstständigen Gemeinden zur Gemeinde Freigericht im Jahr 1970 wurden die einzelnen Gemeindevertretungen aufgelöst und durch Ortsbeiräte ersetzt. Die Ortsbeiräte in den einzelnen Ortsteilen sind in allen wichtigen Entscheidungen, die den jeweiligen Ortsteil betreffen zu hören und haben ein Vorschlagsrecht. Die Mitglieder der Ortsbeiräte wählen aus ihrer Mitte als Vorsitzenden des Ortsbeirates einen Ortsvorsteher, eine Art Bürgermeister des jeweiligen Ortsteils. Mit Ablauf der kommunalen Wahlperiode 2021 werden die Ortsbeiräte aufgelöst.
| Parteien und Wählergemeinschaften | Parteien und Wählergemeinschaften           | 2016  | 2011  | 2006  | 2001  | 1997  |
| Parteien und Wählergemeinschaften | Parteien und Wählergemeinschaften           | Sitze | Sitze | Sitze | Sitze | Sitze |
| --------------------------------- | ------------------------------------------- | ----- | ----- | ----- | ----- | ----- |
| CDU                               | Christlich Demokratische Union Deutschlands | 1     | 1     | 2     | 2     | 2     |
| SPD                               | Sozialdemokratische Partei Deutschlands     | 1     | 1     | 1     | 1     | 2     |
| UWG                               | Unabhängige Wählergemeinschaft Freigericht  | 3     | 3     | 2     | 2     | 1     |
| gesamt                            | gesamt                                      | 5     | 5     | 5     | 5     | 5     |

Ortsvorsteher:
- Joachim Lucas, UWG (1997–2006)
- Stefan Hartmann, UWG (2007–2021)

## Infrastruktur
In Altenmittlau treffen sich die Landesstraße 3269 und die Kreisstraße 983.
Von 1904 bis 1963 hatte das Dorf einen Bahnhof an der dann stillgelegten Freigerichter Kleinbahn.
Die Schule am Dorfplatz ist die örtliche Grundschule.

## Sehenswürdigkeiten
Am Ortseingang von Somborn kommend steht das „Helgenhäuschen“.

## Persönlichkeiten
- Konrad Trageser (1884–1942), deutscher Priester und NS-Opfer
- Dorotheus Schilling (1896–1950), römisch-katholischer Theologe und Japanologe

## Wissenswert
Früher wurden nahe beim Ort Zechsteinkalk und Dolomit gewonnen.